# خليل القاهري
خليل القاهري موالید 21 ديسمبر 1987 في المنامة، هو رائد أعمال وكاتب مختص في مجال ريادة الأعمال وتطوير المشاريع.

## السيرة
خليل القاهري رائد أعمال وكاتب ومختص في مجال التدريب المهني وتطوير المشاريع. حاصل على بكلوريوس في إدارة الأعمال، وماجستير في إدارة الأعمال بتخصص إدارة التكاليف. إلى جانب العديد من الشهادات والإجازات في مجال إدارة الجودة.
عضو الجمعية الأمريكية للجودة (ASQ)، وجمعية جودة البحث (RQA)، وجمعية ضمان الجودة (SQA). له العديد من المقالات والمشاركات المنشورة في مجال ريادة الأعمال، إلى جانب شبكة من حسابات التواصل الاجتماعي النشطة المختصة في مجال التوعية بريادة الأعمال.

## المؤهلات العلمية
حاصل على بكالوريوس في إدارة الأعمال، وماجستير في إدارة الأعمال تخصص إدارة التكاليف، إلى جانب العديد من الشهادات والإنجازات في مجال ريادة الاعمال وإدارة الجودة.

## المشاريع
أطلق القاهري مشروعه الخاص في العام 2011 بعد أن عمل لمدة 6 سنوات في قطاع البنوك والمؤسسات المالية. وهو المؤسس لمعهد إبداع هوب للتدريب، ويُدير اليوم إلى جانب فريق عمله مجموعة من الشركات المختصة في مجال التدريب والاستشارات الإدارية والإعلانية والتصميم. له العديد من المقالات والمشاركات المنشورة في مجال ريادة الأعمال، إلى جانب شبكة من حسابات التواصل الاجتماعي النشطة المختصة في مجال التوعية بريادة الأعمال.

### عيادة الأعمال
صمم القاهري برنامج عيادة الأعمال والذي يتألف من 12 دورة تدريبية بحرفية بهدف مساعدة الشركات الصغيرة والمتوسطة للحصول على الخدمات الاستشارية الضرورية لتطوير أعمالهم التجارية بالحد الأدنى من التكلفة والوقت والجهد في مقابل خدمات ذات قيمة عالية من شأنها أن تسهم في فاعلية أعمالهم التجارية من حيث الكفاءة والربحية. ويعتبر برنامج عيادة الأعمال التدريبي الاستشاري الأول من نوعه في مملكة البحرين كما يحظى البرنامج برعاية وزير التجارة والصناعة السيد زايد الزياني.

### كتاب الطريق إل ريادة الأعمال
اصدر خليل القاهري كتابه الأول الطريق إل ريادة الأعمال في عام 2017 (رقم الناشر الدولي 978-99901-31-03-1).
يحاول القاهري مـن خلال هـذا الكتاب أن يؤكد بانه لا بد لك من ان تحاول بعدم ترك افكارك للآخرين فمن حقك ان تنجح طالما انك تسعى باتجاهها، من خلال عشر فصول تأخذ بيد رائد الأعمال من بداية اطلاق المشروع إلى النجاح والاستقرار.

## جوائز
القاهري، حاصل على جائزة مينا بنسختها السابعة لأفضل علامة شخصية تجارية لعام 2019، حيث أُعلن عن فوز القاهري ضمن حفل أقيم خلال المنتدى العالمي للتسويق والعلامات التجارية في 30 أكتوبر في فندق جراند ميلينيوم في العاصمة العمانية مسقط.